# Instytut Historii Sztuki Uniwersytetu im. Adama Mickiewicza w Poznaniu
Instytut Historii Sztuki Uniwersytetu im. Adama Mickiewicza w Poznaniu (IHS UAM) – jednostka organizacyjna Uniwersytetu im. Adama Mickiewicza w Poznaniu, jeden z 2 instytutów tworzących Wydział Nauk o Sztuce UAM. Instytut mieści się w gmachu Collegium Novum przy al. Niepodległości 4. Założony w 1919 roku. Ramowa i wewnętrzna struktura organizacyjna ulegała zmianom (kolejno: seminarium, zakład, katedra i od 1974 instytut). W latach 1976–2001 w jego skład wchodził Zakład Muzykologii. Prowadzone są trzyletnie specjalistyczne studia licencjackie europejska turystyka kulturowa w Kolegium Europejskim w Gnieźnie oraz płatne studia podyplomowe „Wiedza o sztuce”. Od 1 października 2019 roku, zarządzeniem Rektora UAM, Instytut Historii Sztuki, razem z Instytutem Muzykologii, współtworzy Wydział Nauk o Sztuce Uniwersytetu im. Adama Mickiewicza w Poznaniu.

## Poczet kierowników i dyrektorów
Katedra Historii Sztuki
1. ks. prof. dr Szczęsny Dettloff (1919–1939; 1945–1953)
2. prof. dr hab. Zdzisław Kępiński (1953–1966)
3. prof. dr hab. Gwido Chmarzyński (1966–1969)
4. prof. dr hab. Eugeniusz Iwanoyko (1969)
5. prof. dr hab. Stefan Parnicki-Pudełko (1969)
6. prof. dr hab. Eugeniusz Iwanoyko (1970–1974)

Instytut Historii Sztuki
1. prof. dr hab. Konstanty Kalinowski (1974–1991)
2. prof. dr hab. Adam Labuda (1991–1995)
3. prof. dr hab. Szczęsny Skibiński (1995–1999)
4. prof. dr hab. Piotr Piotrowski (1999–2008)
5. prof. dr hab. Tadeusz J. Żuchowski (2008–2016)
6. dr hab. Piotr Korduba (od 2016)

## Struktura organizacyjna

### Zakład Historii i Teorii Badań nad Sztuką
Samodzielni pracownicy naukowi:
- prof. dr hab. Piotr Juszkiewicz – kierownik Zakładu
- dr hab. Mariusz Bryl
- prof. dr hab. Stanisław Czekalski
- dr hab. Michał Haake
- dr hab. Łukasz Kiepuszewski
- dr hab. Wojciech Suchocki (profesor emerytowany)

### Zakład Historii Sztuki Starożytnej i Średniowiecznej
Samodzielni pracownicy naukowi:
- prof. dr hab. Jarosław Jarzewicz – kierownik Zakładu
- prof. dr hab. Tadeusz J. Żuchowski
- dr hab. Jacek Kowalski
- prof. dr hab. Adam Labuda (profesor emerytowany)
- prof. dr hab. Szczęsny Skibiński (profesor emerytowany)
- dr hab. Tomasz Wujewski (profesor emerytowany)

### Pracownia Historii Sztuki Nowoczesnej i Współczesnej
Samodzielni pracownicy naukowi:
- dr hab. Paweł Leszkowicz – kierownik Pracowni

### Pracownia Historii Sztuki Nowożytnej
Samodzielni pracownicy naukowi:
- dr hab. Piotr Korduba – kierownik Pracowni
- dr hab. Michał Mencfel
- dr hab. Jan Skuratowicz (profesor emerytowany)

### Pozostałe jednostki organizacyjne
| Jednostka   | Kierownik                  |
| ----------- | -------------------------- |
| Sekretariat | mgr Grażyna Zwolińska      |
| Biblioteka  | mgr Przemysław Krysztofiak |

## Osoby związane z Instytutem
- Gwido Chmarzyński
- Wojciech Suchocki
- Szczęsny Dettloff
- Rafał Jakubowicz
- Konstanty Kalinowski
- Alicja Karłowska-Kamzowa
- Jan Andrzej Kłoczowski
- Izabela Kowalczyk
- Marcin Libicki
- Janusz Pałubicki
- Józef Poklewski
- Mieczysława Ruxerówna
- Piotr Skubiszewski
- Władysław Tatarkiewicz
- Jarosław Trybuś
- Andrzej Turowski
- Tadeusz Zielniewicz
- Piotr Żuchowski
- Piotr Piotrowski